# مان-بات
مان-بات (بالأنجليزية: Man-Bat) (روبرت كيركلاند «كيرك» لانغستروم) هو شرير خارق يظهر في الكتب المصورة الأمريكية التي تنشرها دي سي كوميكس، عادةَ ما يكون خصماً للبطل الخارق باتمان.
مان-بات تم إنشاؤه من قبل فرانك روبنز ونيل آدمز بالتعاون مع المحرر يوليوس شوارتز، ظهرت الشخصية لأول مرة في ديتكتيف كوميكس #400 (يونيو 1970).

## تاريخ النشر
أول ظهور للشخصية كان في ديتكتيف كوميكس #400 (يونيو 1970) تم إنشاؤه من قبل فرانك روبنز ونيل آدمز بالتعاون مع المحرر يوليوس شوارتز. مان-بات كان نجم سلسلة خاصة به في 1975-1976, والتي أستمرت لعددين قبل أن يتم إلغاؤها.

## السيرة الذاتية للشخصية الخيالية
طور الدكتور كيرك لانغستروم، عالم حيوان متخصص في دراسة الخفاشيات، مستخلصاً يهدف إلى إعطاء البشر إحساسًا خافتًا للسونار. وأختبر الصيغة على نفسه لأنه سيصبح أصم. عمل المستخلص، ولكن كان له تأثير جانبي رهيب: لقد حوله إلى خفاش بشع بحجم الإنسان. أخذ المصل أيضاً ذكاءه، لذلك ذهب في هياج جنوني حتى وجد باتمان طريقة لعكس التأثيرات.
في وقت لاحق، يأخذ لانغستروم المستخلص مرة أخرى، ويعود مان-بات. كما أنه أستمال زوجته، فرانسين لانغستروم إلى شرب المصل، وتمر بنفس التحول، لتصبح شي-بات. معاً، يرهبون مدينة غوثام حتى يتمكن باتمان مرة أخرى من استعادتها. 
في بعض الحالات، يأخذ لانغستروم المصل ويحتفظ بذكاء كاف للعمل من أجل قوى الخير. ويعمل خلال إحدى هذه الفترات مع المخبر جيسون بارد. في مناسبة أخرى، في أكشن كوميكس #600, جيمي أولسن وعن غير قصد يضع سوبرمان في كهف يشغله مان-بات لحمايته من إشعاع الكريبتونايت التي وصلت إلى الأرض بعد انفجار كوكب كريبتون. مان-بات يهدئ سوبرمان المجنون ثم يستدعي هوكمان، الذي يساعد سوبرمان بالتغلب على الإشعاع.
كيرك وفرانسين لديهما ابنة، ريبيكا («بيكي»)، وأبن، آرون. بسبب آثار المصل على دنا هارون، وُلد بمرض قاتل. وتحوله فرانسين إلى مان-بات شاب لإنقاذ حياته. حدث هذا في العدد الثالث من سلسلة مان-بات المصغرة بواسطة تشاك ديكسون.

### الأزمة اللانهائية وما بعدها
وينظر مان بات في الكسندر لوثر الابن' جمعية الأوغاد الخارقين السرية خلال أحداث قصة «الأزمة اللانهائية» 2005-2006.
في أعقاب هذه القصة، يظهر كل من كيرك وفرانسين على قيد الحياة في قصة عام 2006 «بعد سنة واحدة». تقوم تاليا الغول بربط فرانسيس وتكميمها، ثم تهدد بتسميمها إذا لم يعطها كيرك صيغة مان-بات. وبعد أن يعطيها كيرك الصيغة، تطلق سراح فرانسين كما وعدت. تستخدم تاليا مان-بات لتحويل الأعضاء العامين في عصبة القتلة إلى القوات مان-بات الخاصة.
في غوثام تحت الأرض, يتم إلقاء القبض على مان-بات من قبل الفرقة الأنتحارية. وهو أحد الأشرار الذين يظهرون في تشغيل الخلاص.
تظهر فرانسين في باتمان والغرباء، كمستشار فني للفريق، ومساعدها صلاح ميانداد مشغل الدرون OMAC المعروفة بأسم ReMAC. في العدد #10 من تلك السلسلة، ويظهر كيرك، على ما يبدو في صحة جيدة، وكذلك يعالج فرانسين.
في عام 2008 في سلسلة الأزمة النهائية، يتحول مان-بات إلى جاستيفير ويظهر مهاجماً مقر كش ملك' سويسرا.
خلال قصة «معركة من أجل القلنسوة» عام 2009، وبعد موت باتمان، تطارد كيرك كوابيس ليصبح مان-بات ويقتل زوجته. عندما تختفي فرانسين، يأخذ المصل ويحاول أن يتبعها. بعد مشاجرة مع الغرباء، يعود إلى هيئته البشرية ويتم القبض عليه من قبل الدوكتور فوسفور والذي يكتشف بأن المصل ليس ضروريًا لإحداث التغيير. ويكتشف كيرك بأن فوسفور سيطر أيضًا على فرانسين، ويتحول إلى مان-بات لإنقاذها.
خلال قصة «الليلة السوداء» عام 2009-2010، تتبع فرانسين كيرك (كمان-بات)، بعد أن طورت علاجًا، وكشفت بأن التحول القادم لكيرك سيكون دائمًا إذا لم يشربه. يحاول كيرك أن يأخذ العلاج، ولكن شخصيته مان-بات لن تسمح له بذلك. وعندما كان كيرك على وشك أن يشربه، تصاب فرانسين في تبادل إطلاق النار في معركة بين الفانوس الأسود سولومون غراندي وبيزارو (الأخير الذي كان بالفعل في مكان الحادث، في محاولة لمنع كيرك من أخذ العلاج). وبدهشته لإصابة فرانسين، يتحول كيرك إلى مان-بات، وعلى ما يبدو بشكل دائم.
في فتاة الوطواط المجلد.3, يظهر مان-بات تحت سيطرة كالكولاتور كتكنو-زومبي.
في «تصادم» قصة روبن الأحمر عقب أجراءات روبن الأحمر ضد رأس الغول وعصبة القتلة، هذا الأخير يحاول قتل الناس المتعلقة بعائلة الوطواط. مان-بات عقب أوامر من روبن الأحمر يحمي جولي ماديسون، الحبيبة السابقة لـ«بروس واين» ضد القتلة التابعيين لرأس الغول.

### الـ52الجديدة
في الـ52 الجديدة (2011 تمهيد عالم دي سي كوميكس)، يتم أعادة تمهيد غالبية تاريخ كيرك لانغستروم. يظهر مصل مان-بات لأول مرة في ديتيكتيف كوميكس #18 (مايو 2013). كما يحوز إيغناتيوس أوجيلفي على مصل «مان-بات» الذي يستخدمه كفيروس محمول في الهواء في «بلوك 900» في مدينة غوثام.
في ديتيكتيف كوميكس #19 (يونيو 2013)، يظهر كيرك لانجستروم لأول مرة حيث يتم مرافقته هو وزوجته فرانسين من قبل باتومان إلى موقع باتمان. يكشف لانغستروم بأنه هو مبتكر المصل الذي ينوي بواسطته مساعدة الصم. مع تحمل المسؤولية كمبتكر المصل، يستخدم عينة من المصل الذي حصل عليه باتمان لحقن نفسه. وهذا يخلق مكافحة الفيروسات التي تنتشر أيضاً عبر الهواء. لسوء الحظ، يتحول إلى مان-بات (آخر مان-بات متبقي) علاجه المضاد للفيروس يشفي ما تبقى من مواطني غوثام.
يعاود لانغستروم الظهور في باتمان Inc.  (المجلد. 2) #10 (حزيران 2013)  على ما يبدو يعطي باتمان المصل. ويدعي بأنه يعمل على الترياق الهوائي في المصل أيضًا.
تظهر النسخة من ديتيكتيف كوميكس #21 (أغسطس 2013)، ويركز على لانغستروم وزوجته. يعود من شكل مان-بات ويصبح مدمنًا على مصل «مان-بات»، ويأخذها كل ليلة. ومن الواضح أنه لا يتذكر تصرفاته من الليلة السابقة، إلا أنه يشعر بالقلق من أن سلسلة من عمليات القتل المبلغ عنها قد تكون غلطته.
وخلال قصة  الشر للأبد كان مان-بات من بين الأشرار الذين تم تعيينهم من قبل نقابة الجريمة الأمريكية للأنضمام إلى جمعية سرية من الأشرار الخارقين. يحاول الفزاعة ومان-بات سرقة التالونات المجمدة (القتلة المرتبطين بـمحكمة البوم) من بلاكغايت في حين يجري البطريق أجتماعاً مع باين. يصل باين إلى بلاكغايت كمان-بات ويحاول رفاقه من المان-باتس نقل التالون إلى مستر فريز ويستطيعون الحفاظ على واحدة من المغادرة.
الأعداد الأخيرة من سلسلة باتمان: فارس الظلام ستثبت أن كيرك هو أبن رجل أعمال ثري وفاسد في مجال الأدوية يدعى أبراهام لانغستروم، الذي يعتبر أبنه فاشلاً بالمقارنة مع بروس واين، أبن منافسه التجاري توماس واين. كان إبراهام يسرق مصل أبنه، ويقوم ببعض التحسينات الخاصة به ويستخدمه لأستهداف الأشخاص الذين لا مأوى لهم (لأن لا أحد يفتقدهم) قبل أن يوقفه باتمان، على الرغم من أنه كان قادراً عن الدفاع عن جنونه المؤقت لتجنب الذهاب إلى السجن.

### دي سي الولادة الجديدة
في دي سي الولادة الجديدة تمهيد للعالم، يظهر مان-بات كأحد التجارب العديدة التي يواجهها متدرب باتمان دوق توماس في تدريبه.
في تتمة «واتشمن» «ساعة يوم القيامة» يظهر «مان-بات» على الأخبار كمثال على «نظرية سوبرمان» حيث تقوم الحكومة بتجريب البشر بإعطائهم قوى خارقة.

## القوى والقدرات
من خلال أخذ صيغة غدة-بات، يستطيع كيرك لانغستروم تحويل نفسه إلى مخلوق شبيه-الخفاش. عن طريق تناول ترياق أو إذا كانت صيغة غدة-بات تغلي، ويمكنه العودة إلى الشكل البشري.
كمان-بات، تم تعزيز قوته وخفة حركته وقدرته على التحمل إلى مستويات فوق طاقة البشر. يمتلك كيرك مجموعة إضافية من الأصابع التي تشكل أجنحة الخفاش الجلدية التي تسمح له بالطيران، والسمع الحساس للغاية، والسونار الطبيعي. ويصدر موجات صوتية عالية ويمكنه سماع الأصداء التي يصدرها عند أرتدادها عن الأجسام القريبة، مما يتيح له بالتحرك بشكل تام في الظلام الدامس.
إذا كان في شكل مان-بات لفترة طويلة، فإنه يفقد السيطرة على جانبه الحيواني ويعمل بطريقة بحتة على الفطرة، مما يجعله عرضة للأذى بالنسبة للصديق والعدو على حد سواء.

## قوات مان-بات الخاصة
كما ذكر أعلاه، فأن تاليا الغول قد القت القبض على كيرك لانغستروم وهددت بتسميم فرانسين إذا لم يعطيها الصيغة. كيرك يعطي الصيغة لتاليا الغول حيث تستخدم صيغة مان-بات عامة لأعضاء عصبة القتلة لتتحول المجموعة إلى قوات مان-بات الخاصة.
في الـ52 الجديدة (تمهيد لعالم دي سي كوميكس)، ظهرت العديد من المان-باتس تحت سيطرة تاليا الغول في مؤامرة لتدمير باتمان. ويشرح لاحقاً بأن تاليا الغول كان لديها عميل يسرق المصل من مختبر لانغستروم لأستخدامه على جنودها لإنشاء قوات مان-بات الخاصة.
خلال قصة الشر للأبد تم أستخدام بعض قوات مان-بات الخاصة لمساعدة نقابة الجريمة في مطاردة المحتالين. يتمكن سيد المرايا من حصر بعض منهم في مرآة العالم. عندما يخترق مان-بات ويذار ويزارد، يقوم أعضاء المحتالين الآخرون بمطاردته حتى أصطدامه بجدار صلب من الجليد عند وصوله إلى منطقة مستر فريز.

## إصدارات أخرى

### العد التنازلي للأزمة النهائية
في العد التنازلي للأزمة النهائية: البحث عن راي بالمر, تظهر نسخة بديلة من مان-بات. من غوثام خلال ضوء الغاز (الأرض-19)، وقد قام بتجارب على خفافيش مماثلة على غرار نظيره السائد. ويُهزم في وقت لاحق من قبل بلو بيتل وباتمان.

### فلاشبوينت
في الجدول الزمني البديل لحدث فلاشبوينت، يُقتل مان-بات من قبل ميراندا شريف، حفيدة ماثيو شريف. في الفلاش باك وجهت دعوة إلى مان- بات من قبل الملازم ماثيو شريف ليكون العضو الجديد في قوات المخلوقات الخاصة، ولكن مان- بات يخونه، ويقتل عائلته. يتبين بأن مان- بات كان يعمل مع الجنرال سام لين المسؤول عن وفاة ميراندا.

### JLA: المسمار
في إيلسووردز قصة JLA: المسمار، تظهر لحظة القبض على مان-بات في مختبرات أستاذ هاملتون' مختبرات قدموس.

### باتمان بيوند
في سلسلة الكوميكس مجموعة عقود بعد باتمان: سلسلة الرسوم المتحركة. يعود كيرك كرجل ذو لحية بيضاء، وقد تمكن الآن من تحسين المصل إلى درجة تمكنه من التحدث والتحكم في أفعاله على نحو غير مسبوق. وتم كشف النقاب على أنه بعد فترة قصيرة من قيام باتمان بشفاء فرانسين من المصل، بدأ الأثنان يعيشان حياة سلمية عندما بدأآ دراسة المذنبات ولديهما طفلان. ومع ذلك، طورت فرانسين شكلًا عدوانيًا من مرض باركنسون، وكان متوسط العمر المتوقع لها قصيرًا، مما دفع كيرك إلى محاولة تحسين مصل «مان-بات» لإنقاذ حياتها. ولكن في الوقت الذي نجح فيه بصناعة المصل، كان الأوان قد فات. تركه أولاده، وغضب بسبب أنه لم يقضي الكثير من الوقت معها خلال أيامها الأخيرة. ينقذ فتاة تدعى تي والتي كانت رهينة من الجوكرز ويحقنها بمصل مان-بات، مما يؤدي إلى وقوعهما في الحب. يحاول كيرك بناء طائفة «مان باتس» الخاصة به ويعتزم أستخدام «كانيوم» لمساعدة طائفته على التحكم بشكل أفضل في أشكال «مان-بات»، وإعداد سلاح مدمر يتعلق بالشرطة. يحاول بروس التفاوض مع كيرك، ولكن ذلك لا يؤدي إلا لظهور كيرك بمشاهدتهما كوحوش، وإقامة قنبلته لتدمير الأثنين. إلا أن باتمان ينقذ بروس في الوقت الذي يخبر فيه مان-بات بروس ليستغل فرصته الثانية بحكمة عندما يفجر القنبلة ليقتل نفسه.

### سمولفيل الموسم أحد عشر
يظهر مان-بات في كوميكس سمولفيل «سمولفيل الموسم أحد عشر». في مدينة غوثام، تتوجه الخواتم الصفراء من بارالاكس إلى مصحة آركام. هناك، يبذل باتمان وجناح الليل قصارى جهدهما لأحتواء نزلاء أركام المشغلين حديثًا، بما في ذلك مان-بات، الذين تم تحويلهم بالفعل إلى فوانيس صفراء. لحسن الحظ، يصل سوبرمان في الوقت المناسب لتقديم المساعدة إلى «باتمان» وجناح الليل. يتقاتل سوبرمان مع مان-بات وقبل أن يطرحه أرضاً، يقول سوبرمان إلى مان-بات إنه إذا كان بداخله رجل أكثر من خفاش فلا ينبغي له أن يفرح لذلك. ينجح إميل هاميلتون في إيجاد طريقة لإعادة تشغيل الخواتم حتى عندما يتم إطلاق جميع الفوانيس الصفراء، بما في ذلك مان-بات، من تأثير الخوف ويفقد صلاحياتها مع الخواتم السوداء. بعد إعادة تشغيل خواتمهم وفقدان صلاحياتهم، يسقط نزلاء آركام من السماء غير قادرين على فعل أي شيء للهروب من موتهم ولكن لحسن الحظ يتمكن سوبرمان من إنقاذهم جميعًا. بعد هزيمة بارالاكس، يعود كل المجرمين المحرومين الآن إلى مصحة آركام. 

### الظلم: الآلهة بيننا
في بداية كوميكس الظلم: الآلهة بيننا، يظهر مان-بات في شريط نهاية الشرير الحصرية نهاية العالم، في محاولة للأستمتاع بمشروب عند وصول المرأة المعجزة والبرق في بحثهم عن سيد المرآة. في السنة الخامسة، يلتقي مان-بات مع القناع الأسود، والنمر البرونزي، ومات هاتر، والفزاعة، وتويدليوم وتويدليدي حتى يتم تحطيم أجتماعهم من قبل داميان واين. عندما يبدأ الأشرار في إرباك داميان، يصل ديدمان حيث يستحوذ على النمر البرونزي ويطرد الأشرار قبل طلب المساعدة.

### الظلم 2
في بداية كوميكس الظلم 2, يظهر مان-بات بكونه عضواً في الفرقة الأنتحارية في هذا العالم.

## في وسائل الإعلام الأخرى

### التلفزيون
- يظهر مان-بات في عالم دي سي للرسوم المتحركة، عبر عنه مارك سينغر، بينما تم أستخدام المؤثرات الصوتية لصوت مان-بات.
  - يظهر مان-بات لأول مرة في باتمان: سلسلة الرسوم المتحركة. الدكتور كيرك لانغستروم هو عالم حيوان في حديقة حيوانات مدينة غوثام. يظهر في الحلقة الأولى «على الأجنحة الجلدية» حيث يسرق الأمصال من المختبرات الكيميائية ويشتبه الناس بينه وبين باتمان. ثم يرتكب الوحش سرقات أخرى في الليل ويبدأ الناس بالتساؤل عما إذا كان باتمان أو بطل مقنع الآخر. يأخذ باتمان شعرًا من المختبر إلى دكتور مارس (حمو لانغستروم) ليتم تحليله ويخبره بأنه من خفاش بني. ولكن بعد فترة وجيزة، يكتشف باتمان بأن مارس يكذب ويسافر إلى مختبره. في الليلة نفسها، يشرب لانغستروم المصل، وعندما يصل باتمان إلى أستجوابه—يكشف عن أن د. مارس هو سارق المصل من المختبرات الكيميائية. يخبر لانغستروم باتمان بأنه أكتشف مادة كيميائية خلقت نوعًا جديدًا لم يكن رجلًا أو خفاشًا، والذي بدأ في التقاطه، ولكنه لم يستطع السيطرة عليه. ويكشف لانغستروم لباتمان بأن المخلوق الذي بداخله يتحول إلى وحش من نصف رجل/نصف خفاش قبل مهاجمته لباتمان. بعد معركة عبر أُفق مدينة غوثام، يُهزم مان-بات ويعاد به إلى كهف الوطواط. يحاول باتمان طرد الصيغة من نظام لانغستروم بعد أكتشاف المواد الكيميائية التي تمت سرقتها وأعادته إلى طبيعتها. يظهر لانغستروم مرة أخرى في «تايغر، تايغر» حيث يحلل المادة الكيميائية التي أستخدمتها الدكتور إيميلي دوراين في تجاربه. في حلقة «إرهاب في السماء»، يحلم لانغستروم بأنه تحول إلى مان-بات ويبدأ بأرتكاب الجرائم. ثم يستيقظ، فقط للعثور على ما تبقى من الفاكهة والخدوش بقطعة قماش. في نهاية المطاف، يكتشف باتمان ولانغستروم بأن المان-بات الآخر ماهو الا زوجته فرانسين لانغستروم متحولة (التي عبرت عنها ميريديث ماكراي) وقد تعرضت عن غير قصد لمصل مان-بات بديل صنعه والد فرانسين الذي كان يحاول تغيير عمل لانغستروم. وفي النهاية، يشفي باتمان فرانسين وتعود لزوجها.
  - على الرغم من أن مان-بات لم يظهر في تجديد السلسلة مغامرات باتمان الجديدة، تظهر شخصية مان-بات بديلة لكيرك لانغستروم، جنباً إلى جنب مع زوجته فرانسين لانغستروم، في كاميو خلال زفاف بروس واين في حلقة «الكيمياء».
  - في باتمان بيوند، ينطوي أتجاه جديد يطلق عليه اسم «الربط» على دمج الحمض النووي البشري والحيواني. وينتهي باتمان الجديد بالقبض على زعيم المتكلمين «آبيل كوفييه» (الملقب بشيميرا) ويتم حقنه بحمض الخفاش مصاص الدماء الذي يحول باتمان إلى مان-بات. في وقت لاحق يعود باتمان إلى طبيعته من قبل بروس واين. لم يظهر كيرك وفرانسين قط في هذه السلسلة ولا يعرف مصيرهما. 
  - في فرقة العدالة دون حدود حلقة «عقوبة دومزداي», يذكر البروفيسور ميلو بأن أبحاث لانغستروم أثبتت فائدتها في تجاربه التي توصل بين الحمض النووي البشري والحيواني من أجل مشروع قدموس. وينتهي ذلك بكوارث عندما يُذكر بأن الخنزير المتحور قد دمر مختبره.
- يظهر مان-بات في الباتمان مع د. لانغستروم (عبر عنه بيتر ماكنيكول) بينما تم أستخدام مؤثرات صوتية خاصة لتوفير التأثيرات الصوتية لمان-بات. وهو موظف في شركة واين إنتربرايسيز يقوم بأبحاث حول الخفافيش ويبدو بأنه مصاب بالبرص. عندما يبدأ بروس واين بقطع التمويل عن مشروعه، يخبر لانغستروم بروس بأنه بحاجة إلى المشروع لعلاج صمم أخته. عندما يكتشف بروس بأن لانغستروم يكذب عليه، يذهب إلى مكتب لانغستروم لأكتشاف هاجسه مع باتمان والغرض الحقيقي للمشروع. يصل لانغستروم في قبته ليجد رئيسه هناك. ويعترف له بأنه خلق الصيغة حتى يمصبح مهيباً كباتمان، ويشرب المصل، الذي يحوله إلى مان-بات. يهاجم بروس في مكتبه، ويهرب. ويتحول بروس إلى باتمان ويواجه مان-بات في سماء مدينة غوثام. وأثناء هبوطه أرضاً، يعود لانغستروم إلى شكله البشري. ليكون آمناً، يدمر باتمان إحدى قوارير لانغستروم. ويشرب لانغستروم القارورة المتبقية، والتي تحوله مرة أخرى إلى مان-بات, ويختطف المخبر إيثان بينيت. يواجه باتمان رجل الخفاش في المجاري، ويعود لانغستروم إلى شكله البشري، ويتم نقله إلى مصحة آركام. في «الحيوانات الأليفة»، لا يزال لانغستروم في آركام ويحاول إعادة إنتاج مصل مان-بات، في حين أن البطريق يجد جهاز سونار كان يود أستخدامه للتحكم في كوندور كبير ولكنه ينتهي بسونار مصمم للتحكم في الخفافيش. عندما يستخدم البطريق الجهاز، لا تزال بقايا مستخلص مان-بات بداخل لانغستروم، مما يحوله إلى مان-بات ويقوده غريزيًا إلى مخبأ البطريق، بينما يواصل تكرار الجملة: «تعال إلي». باستخدام جهاز السونار، يستطيع البطريق أستخدام مان-بات للقيام بعروضه، ليعيده إلى شكله الإنساني بقوله «أرتاح». يغضب لانغستروم من البطريق عندما يعلم بأنه يخطط لأستخدامه للسيطرة على لانغستروم لتحقيق مكاسبه الخاصة، ويعد البطريق بأنه في اللحظة التي يفقد فيها جهاز السونار، سيشعر بغضب مان-بات. في أحواض السفن، يتواجه باتمان مع مان-بات، وبأستخدام جهاز السونار الخاص به، يؤدي إلى عودة إلى شكله البشري. يتم إعادة كل من لانغستروم والبطريق إلى آركام. يعود لانغستروم في «الشائعات» بأعتباره واحداً من الأشرار العديدين التي تم الإستيلاء عليهم من قبل شرير الشائعات. وقد ظهر في شكله البشري وفي وقت لاحق في شكل مان-بات، مما يعني بأنه يمتلك السيطرة الكاملة على تحوله. وقدم لانغستروم مظهرًا أخيرًا في فيلم «هجوم الثلاثي الرهيب»، ولم يعد شريرًا ونبذ أسم مان-بات. وأتهم باتمان لانغستروم بخلق مضاد للطفرات التي قام بها بعض طلاب الكلية (نسخة البرنامج الثلاثي الرهيب) التي سرقوها منه وكانوا يخططون لأصابة الطلاب بها.
- في باتمان الجرأة والشجاعة حلقة «آخر خفاش في الأرض!», يسافر باتمان إلى المستقبل لإيقاف غوريلا غرود، الذي يقود الآن القردة. عندما يذهب باتمان إلى كهف الوطواط مع كاماندي و د. كانوس يصادف الإنسان الآلي «مان-بات» الذي يمكنه أن يتحدث مثل بقية الحيوانات الآلية. يتمكن باتمان وكاماندي من طردهما بعد هزيمة قائدهما. ساعد مان-بات في وقت لاحق باتمان في حرب شاملة ضد القرود، بعد أن اكتسب احترام فارس الظلام.
- يظهر مان بات في أحذر باتمان حلقة «الشبيه», عبر عنه روبين أتكين داونيز. كان الدكتور كيرك لانغستروم يعمل على علاج أمراض الحمض النووي قبل أن يقوم البروفيسور بيغ ومايستر تود بمداهمة مختبره وإجباره تحت تهديد السلاح على التحول إلى مان/بات هجين مع نسخة فاسدة من صيغته. واستخدموا طوقًا ميكانيكيًا مملوءًا بالمخدرات للسيطرة على مان-بات وإجباره على سرقة الكيماويات كي يتمكنوا من إعادة تكوين تركيبة الدكتور لانغستروم وتحويل البشر إلى هجين حيواني. بعد القبض على مان-بات وتحريره من السيطرة بواسطة باتمان وكاتانا، يقوم بتسديد دينه لهما من خلال مساعدتهم على هزيمة بروفيسور بيغ ومايستر تود. بعد هزيمة الأشرار، يقسم مان-بات للعمل في الظل على علاج لحالته. في "Alone"، يتم تعيين مان-بات من قبل كاتانا جنباً بجنب مع ميتامورفو وأوراكل لمساعدة باتمان في معركته النهائية ضد ديثستروك. يذهبون جميعاً إلى كهف الوطواط لإحباط قنابل D4 التابعة لديثستروك عن الأنتشار في جميع الأنحاء. يتوصل مان-بات لصيغة ZIP لـ ميتامورفو للإنشاء كي يتمكن من مسح ذاكرة ديثستروك من معرفته هوية باتمان الحقيقية.
- يظهر مان-بات في السلسلة التلفزيونية الخاصة ليغو دي سي كوميكس: باتمان بي-ليغيريد مع مؤثرات صوتية من قبل دي برادلي بيكر.
- في نهاية الموسم 4 من غوثام بعنوان «الأرض المحرمة», بحثان مهملان عن عناصر في كنيسة مهجورة، عندما يهبط مخلوق يشبه الإنسان ويخرج زوجًا من أجنحة الخفافيش أثناء صراخه. من غير المعروف ما إذا كانت هذه الشخصية هي بالفعل مان-بات أو غيره.

### الأفلام

#### الأعمال-الحية
- أعتبر مان بات مناهضًا في أحد النصوص غير المنتجة لفيلم جويل شوماخر' باتمان الثالث - وهو الفيلم الخامس غير المصنوع من قبل باتمان أونكانيند - ولكنه تم إسقاطه لصالح الفزاعة وهارلي كوين. كان من المقرر أن يكون مان-بات لاعباً مركزياً في فيلم لي شابيرو' باتمان: فارس الظلام إلى جانب الفزاعة. وكان من المقرر أن يلعب دوره مارك لين بيكر أو مارتن شورت.
- يظهر «مخلوق-خفاش» يشبه مان-بات  لفترة وجيزة في 2016 عالم دي سي السينمائي فيلم باتمان ضد سوبرمان: فجر العدالة. عندما يزور بروس واين قبري والداه المتوفيان خلال كابوس، يخرج المخلوق من قبر مارثا واين ويهاجمه.

#### الرسوم المتحركة
- يظهر كيرك لانغستروم وقوات مان-باتس الخاصة في أبن باتمان مع كيرك لانغستروم الذي عبر عنه زاندر بيركلي بينما تمت التأثيرات الصوتية لقوات مان-باتس الخاصة من قبل دي برادلي بيكر. في البداية، كان يعمل لرأس الغول في محاولة لإنشاء جيش من الـ«مان-باتس» لتقوية عصبة القتلة. كان كيرك لانغستروم أيضاً وراء الطفرة التي مولها القاتل كيلير كروك حيث كان ينبت ذيله. بعد وفاة رأس الغول، يجنده ديثستروك لمواصلة عمله. هذه المرة، يأخذ ديثستروك زوجته فرانسين (التي عبرت عنها ديان ميشيل) وأبنته ريبيكا (التي عبرت عنها كاري والغرين) كرهائن حتى يتمكن لانغستروم من إنشاء صيغة مان-بات. عندما يجد باتمان دليل في مختبر كيرك لانغستروم، يتعرض لهجوم من قرود طافرة كانت تعيش هناك. وينقذ باتمان وداميان واين. الثلاثة في وقت لاحق. في حين أكتملت الطفرة بحلول ذلك الوقت، يخلق لانغستروم ما يكفي من ترياق لوقف مخلوقات الـ«مان-باتس».
- مان-بات يظهر في باتمان دون حدود: الغرائز الحيوانية، عبر عنه لامار فيل. يبدو كجزء من حيوانات البطريق. في هذا الإصدار، كان كيرك لانغستروم يعمل على مصل لمساعدة الصم والمكفوفين، ولكن عن طريق الخطأ حول نفسه إلى مان-بات. أستخدم البطريق هذا الشكل الجديد لصالحه، حيث أعطى لانغستروم العلاج في مقابل مساعدة مان-بات في الجرائم ويصنع لانغستروم حيوانات روبوتية. تمكن روبن الأحمر من الحصول على عقل لانغستروم على السطح في مان-بات، مما سمح له بالمساعدة في هزيمة البطريق والدفاع عن غوثام ضد نيزك ميداس. من خلال التحليق في الحزم الذي يمد الدرع، تمكن مان-بات من حرق بقايا الصيغة التي حولته إلى كيرك لانغستروم.
- تظهر نسخة عالم موازي من كيرك لانغستروم كباتمان في فرقة العدالة: الآلهة والوحوش، عبر عنه مايكل ك. هول. هذه النسخة من كيرك لانغستروم طورت قدرات تشبه مصاصي الدماء عند أستهلاك مصل الدم لمعرفة ما إذا كان سيعالج مرض السرطان، مع قيام الدكتور ويل ماغنوس بإجراء أبحاث إضافية لتطوير علاج إضافي لتحوله بعد أن قدم كيرك مع النانيت للمساعدة في تحسين علاج كيرك. دون أنتظار إجراء أختبارات إضافية. كان كيرك أيضاً يحب صديقة ماغنوس وزوجته في نهاية المطاف، تينا، مما يؤدى بماجنوس بضربها حتى الموت في نوبة من الغضب عندما يدرك أن تينا تحب كيرك أكثر منه. يعمل كيرك جنباً إلى جنب مع أعضاء الفرقة الأخرين سوبرمان والمرأة المعجزة عندما يحاول ماغنوس تأطيرهم من أجل تحقيق خطته الخاصة بحقن جميع من في العالم مع النانيت لجعل البشرية تعمل كوحدة جماعية. عندما ينتهى القتال ويُدمر الندم ماغنوس، يستخدم هو وسوبرمان بيانات لوثر الكريبتونية لمساعدة البشرية في وقت حداده على فقدان أفضل صديق له وحبه المهم.
- مان-بات يظهر في فيلم فيديو الرسوم المتحركة ليغو دي سي كوميكس سوبر هيروز: فرقة العدالة: هجوم فيلق دووم مع المؤثرات الصوتية المقدمة من دي برادلي بيكر. وهو من الأشرار الذين يجرون الأختبار على موقع في فيلق دووم. يتم التخلص من مان-بات، والبطريق، والجوكر بسبب أدعاءات ليكس لوثر بأن فيلق دووم ليس لديهم أي أماكن أنتظار إضافية في مقرهم.
- يظهر كيرك لانغستروم في باتمان دون حدود: ميتشيس ضد المسوخ، عبر عنه فيل لامار.
- يظهر مان-بات في فيلم ليغو باتمان.
- ريبيكا أبنة كيرك لانغستروم (التي قدمت في أبن باتمان) تجعل لها ظهورًا قصيراً في الفرقة الأنتحارية: جحيم للدفع. ظهرت في مبنى تهرب من ديدشوت، الذي يخطئها في البداية ظناً منه بأنها أبنته زوي حتى بعد قتاله مع النمر البرونزي، يرى بأنها ليست هي. تغير مظهرها قليلاً من أبن باتمان، حيث في هذا الفيلم، شعرها أرجواني بينما في الجحيم للدفع، شعرها مصبوغ باللون البني. من غير المعروف إذا كان والداها يدركان بأنها كانت في بيت المخدرات أم لا.

### ألعاب الفيديو
- في سوبر NES  لعبة مغامرات باتمان وروبن يظهر مان-بات كشخصية عدو.
- مان-بات هو زعيم وقابل للعب في ليغو باتمان. مع مؤثرات صوتية مقدمة من قبل كريس إدغيرلي. وهو عدو لـباتمان، من أتباع البطريق، والزعيم الرابع للفصل الثاني «قوة-البطريق المجنون». في اللعبة، يمتلك قوة فائقة وقدرة على الأنزلاق باستخدام جناحيه.[31]  في إصدار نينتندو دي إس، يعتبر مان-بات شخصية قابلة للفتح من خلال اللعبة الصغيرة «صيد الشرير». ويظهر مع البطريق و المرأة القطة على زورق نهري عندما يرى باتمان وروبن. يختبئ بالداخل عندما يبحث عن البطريق. ويسقط من السقف خلف روبن ويغطي نفسه بجناحيه مثل مصاصي الدماء ثم يتكشف لهم ليكشف عن نفسه، ويبدأ قتال الزعيم. ينزلق من نهاية الغرفة إلى القنابل الأخرى التي تسقط. يحتاج اللاعب إلى بناء جهاز فونوغراف لتشغيل موسيقى صاخبة تذهله. عندما يُهزم، يهزاه باتمان وروبن، ويدوران حوله مما يجعله يتلف في أجنحته غير قادر على تحرير نفسه. في نهاية اللعبة، شوهد في مصحة آركام يقرأ الصحيفة رأسًا على عقب. وهو واحد من أثنين من الزعماء الأشرار الذين يتعين شراؤهم من حاسوب الوطواط بعد هزيمته من أجل أن يكون قابل للعب - الآخر هو ماد هاتر.
- مان-بات يظهر في ليغو باتمان 2: دي سي الأبطال الخارقين مع مؤثرات صوتية مقدمة من قبل فريد تاتاسيور. يظهر كزعيم تقاتله في كاتدرائية غوثام وشخصية غير قابلة للفتح. وهو الآن قادر على الطيران بالفعل بدلاً من الانزلاق فقط، ولديه الآن سونار.
- مان-بات يظهر كشخصية قابلة للعب في ليغو باتمان 3: ما وراء غوثام مع مؤثرات صوتية قدمها ليام أوبراين. لديه بحثه الجانبي الخاص حيث يتعين على اللاعب مساعدته في الحصول على عنصر يحتاج إليه لإكمال الصيغة.
- مان-بات يظهر في باتمان: فارس آركام عبر عنه لورين ليستر. أثناء وجوده في جزيرة مياغاني في مدينة غوثام، يلتقي باتمان مع مان-بات. عندما يرى باتمان رجلًا يتحرك فوق جزيرة مياغاني، يعترضه ويأخذ عينة دم لتحديد هوية المخلوق. يُحمّل باتمان تحليل العينة إلى ألفريد الذي يحدد بأن الدم ينتمي إلى الدكتور كيرك لانغستروم. يذهب باتمان إلى مختبر لانغستروم في الحي الصيني ويرى أشرطة فيديو التي تظهر أصول مان-بات. على غرار الكوميكس، تم إنشاء مان-بات من خلال أختبار صيغة تعتمد على الحمض النووي لمصاص الدماء لعلاج صممه في حضور فرانسين لانغستروم. عندما يتحول كيرك، يفقد السيطرة على شكل مان-بات ويقتل فرانسين بطريق الخطأ. يحدد باتمان سبب الوفاة كضربة قوية على الرأس، مستنتجًا بأن لانغستروم لم يكن لديه أي فكرة عما كان يفعله. بعد عدة لقاءات، يصنع باتمان ترياق ويحقنه في مان-بات لتغييره مرة أخرى إلى كيرك لانغستروم، وحبسه في صندوق سيارة الوطواط في حين أكتمال العملية. وفي مركز شرطة مدينة غوثام، يضع باتمان كيرك في زنزانة معزولة. شوهد كيرك آخر مرة وهو يبكي في زنزانته بسبب دوره في موت فرانسين. إذا مشى باتمان داخل مختبر لانغستروم بعد هذه المهمة الجانبية، فإنه يكتشف جثة فرانسين ورسالة ملطخة بالدماء على نافذة محطمة تقول «إلى الأبد يا حبي» مما يعني بأنها أصبحت شي-بات. إذا تم تغيير التاريخ على وحدة التحكم أو الكمبيوتر في اللعبة إلى 31/10/15 (عيد القديسين)، فإن الألتفاف حول المباني سيؤدي في نهاية المطاف إلى ظهور قفزة رعب «مان-بات» مرة أخرى. والعودة إلى دائرة شرطة مدينة غوثام والتحدث إلى الضابط بولدن سيكشف أن كيرك لانغستروم تحول على ما يبدو إلى مان-بات وخرج من قفصه مع إطلاق النار عليه، لكنه فقد بسبب السرعة التي طار بها. وسوف يذكر باتمان كيف «خشي بأن هذا سيحدث» مما دفع بولدن للرد عليه «عيد هالوين سعيد، هاه؟»

### سلسلة الويب
- ظهرت نسخة موازية من كيرك لانغستروم باتمان في فرقة العدالة: سجلات الآلهة والوحوش (مصاحب لفرقة العدالة: الآلهة والوحوش), عبر عنه مايكل ك. هول. في الحلقة الأولى، هزم نسخة بديلة من هارلي كوين ويقتلها عن طريق مص دمها بدلاً من أخذها إلى الشرطة.

### منوعات
- في العدد #28 من كوميكس الأصدقاء الخارقين, ظهر مان-بات كواحد من خمسة أعداء في معركة ضد الأصدقاء الخارقين.[32]
- في مغامرات باتمان (سلسلة كوميكس مبنية على أساس باتمان: سلسلة الرسوم المتحركة)، تم تشكيل مان-بات آخر عندما قام الدكتور ستيفن بيري بسرقة مصل مان-بات من لانغستروم. ويهزمه باتمان وتعتقله الشرطة. في العدد #21، تحول كيرك لانغستروم لاحقاً بقوة إلى مان-بات وجنده د. إميل دوريان الذي كان يأمل باستخدام مساعدته لتشكيل «بيت دوريان» مع شكل مستنكر من أنتوني رومولوس' تيغروس (الذي خدعه إميل للعمل له مرة أخرى)، مع مان بات.
- ظهر مان-بات في #12 من كل-جديد باتمان: الجرأة والشجاعة (الذي يقوم على أساس باتمان: الجرأة والشجاعة).
- في العدد #4 من الكوميكس العرضي من أحذر باتمان, يظهر مان-بات جديد في شكل تيم تشيوان أحد معارف باربرا جوردان مع سحقها. تم تحوله عندما تسلل إلى مختبرات كيرك لانغستروم (الذي لا يزال عالقاً بشكل مان-بات، وكان يبحث عن علاج). بعد أن يصبح غير مستقر أكثر من لانغستروم، يذهب تشيوان في حالة من الهياج ويختطف باربرا. يعمل باتمان مع لانغستروم لإيجاد وعلاج كوان على حساب علاج لانغستروم الخاص.

## وصلات خارجية
- مان-بات في كوميك فاين